# I liga urugwajska w piłce nożnej (1992)
- Mistrz Urugwaju 1992: Club Nacional de Football
- Wicemistrz Urugwaju 1992: River Plate Montevideo
- Copa Libertadores 1993:  Club Nacional de Football (zwycięzca turnieju Liguilla Pre-Libertadores), CA Bella Vista (wicemistrz turnieju Liguilla Pre-Libertadores)
- Copa CONMEBOL 1993: Danubio FC (trzeci w turnieju Liguilla Pre-Libertadores), CA Peñarol (czwarty w turnieju Liguilla Pre-Libertadores)
- Spadek do drugiej ligi: Rentistas Montevideo (bezpośrednio), Central Español Montevideo (po przegranym barażu)
- Awans z drugiej ligi: Rampla Juniors (bezpośrednio), Huracán Buceo Montevideo (po wygranym barażu)

Mistrzostwa Urugwaju w roku 1992 były mistrzostwami rozgrywanymi według systemu, w którym wszystkie kluby rozgrywały ze sobą mecze każdy z każdym u siebie i na wyjeździe, a o tytule mistrza i dalszej kolejności decydowała końcowa tabela. Miejsce w końcowej tabeli mistrzostw nie decydowało o prawie gry w międzynarodowych pucharach – o tym zadecydował oddzielny turniej zwany Liguilla Pre-Libertadores, rozegrany na koniec sezonu. Dwa najlepsze kluby w tym turnieju uzyskały prawo gry w Copa Libertadores 1993, a trzeci i czwarty zespół – w Copa CONMEBOL 1993.

## Primera División

### Końcowa tabela sezonu 1992
| Poz | Klub                       | Mecze | Zw | Rem | Por | Pkt | BrZd | BrStr |
| --- | -------------------------- | ----- | -- | --- | --- | --- | ---- | ----- |
| 1   | Club Nacional de Football  | 24    | 14 | 5   | 5   | 33  | 46   | 26    |
| 2   | River Plate Montevideo     | 24    | 10 | 8   | 6   | 28  | 35   | 26    |
| 3   | Danubio FC                 | 24    | 9  | 9   | 6   | 27  | 23   | 18    |
| 4   | CA Peñarol                 | 24    | 10 | 6   | 8   | 26  | 32   | 25    |
| 5   | CA Bella Vista             | 24    | 9  | 8   | 7   | 26  | 28   | 23    |
| 6   | Defensor Sporting          | 24    | 9  | 8   | 7   | 26  | 26   | 22    |
| 7   | Montevideo Wanderers       | 24    | 7  | 10  | 7   | 24  | 21   | 22    |
| 8   | Racing Montevideo          | 24    | 4  | 16  | 4   | 24  | 17   | 18    |
| 9   | Progreso Montevideo        | 24    | 7  | 10  | 7   | 24  | 23   | 31    |
| 10  | Liverpool Montevideo       | 24    | 6  | 11  | 7   | 23  | 17   | 25    |
| 11  | CA Cerro                   | 24    | 4  | 11  | 9   | 19  | 20   | 27    |
| 12  | Rentistas Montevideo       | 24    | 6  | 6   | 12  | 16  | 24   | 33    |
| 13  | Central Español Montevideo | 24    | 2  | 10  | 12  | 14  | 18   | 34    |

Bezpośrednio do drugiej ligi spadł klub Rentistas Montevideo, a na jego miejsce awansował mistrz drugiej ligi Rampla Juniors. Natomiast Central Español Montevideo stoczył mecz barażowy o utrzymanie się w lidze z Huracán Buceo Montevideo.
Baraż o utrzymanie się w pierwszej lidze
| Mecz                                                      |
| --------------------------------------------------------- |
| Central Español Montevideo – Huracán Buceo Montevideo 0:2 |
| Huracán Buceo Montevideo – Central Español Montevideo 2:0 |

Central Español Montevideo spadł do drugiej ligi, a na jego miejsce awansował zwycięzca rozegranego barażu Huracán Buceo Montevideo.

### Klasyfikacja strzelców bramek
| Gole | Piłkarz                 | Klub                      |
| ---- | ----------------------- | ------------------------- |
| 13   | Julio César Dely Valdés | Club Nacional de Football |
| 8    | Antonio Vidal González  | Club Nacional de Football |

## Liguilla Pre-Libertadores 1992

### Tabela końcowa Liguilla Pre-Libertadores 1992
| Poz | Klub                      | Mecze | Zw | Rem | Por | Pkt | BrZd | BrStr |
| --- | ------------------------- | ----- | -- | --- | --- | --- | ---- | ----- |
| 1   | Club Nacional de Football | 5     | 4  | 1   | 0   | 9   | 9    | 3     |
| 2   | CA Bella Vista            | 5     | 3  | 1   | 1   | 7   | 10   | 5     |
| 3   | Danubio FC                | 5     | 1  | 4   | 0   | 6   | 4    | 1     |
| 4   | CA Peñarol                | 5     | 2  | 1   | 2   | 5   | 8    | 8     |
| 5   | Defensor Sporting         | 5     | 1  | 1   | 3   | 3   | 8    | 10    |
| 6   | River Plate Montevideo    | 5     | 0  | 0   | 5   | 0   | 5    | 16    |